# 복수의 사도
《복수의 사도》(영어: Apostle)는 2018년 공개된 영국, 미국의 고딕 민속 공포 영화이다. 개러스 에번스가 감독과 각본을 맡았으며, 2018년 10월 12일 넷플릭스를 통해 공개되었다.

## 줄거리
1905년 토머스 리처드슨은 외딴 웨일스 섬 컬트 집단에게 납치된 여형제 제니퍼를 구출하기 위해 개종자인 척 잠입한다. 본디 척박한 이 섬은 희생 제의를 치러 곳간에 갇혀있는 여신에게 피를 먹여야만 비옥한 토양을 유지할 수 있다. 이들은 제니퍼를 끝없이 임신시켜 그 자손들을 내내 제물로 삼을 생각이다. 

## 출연
- 댄 스티븐스 - 토머스 리처드슨 역
- 마이클 신 - 맬컴 하우 역
- 마크 루이스 존스 - 퀸 역
- 폴 히긴스 - 프랭크 역
- 루시 보인턴 - 앤드리아 하우 역
- 빌 밀너 - 제러미 역
- 크리스틴 프로세스 - 핀 역
- 엘런 리스 - 제니퍼 리처드슨 역